# Ex and Bee
『Ex and Bee』（エクス アンド ビー）は、NTTソルマーレとチーズの共同制作によるオーディオドラマシリーズ。

## 概要
全世界1000万ダウンロード突破のロマンスゲーム『Obey Me!シリーズ』などを手がけるNTTソルマーレとチーズの共同制作で、一部のキャストも本作品のために再集結。2024年11月にはクロスオーバーイラストが公開された。
2024年5月31日、公式SNSアカウントが開設される。同年6月7日には『Anime Expo 2024』への出展と、メインキャスト3人（加田智志・桐山和久・角真也）が発表された。同年10月11日、オーディオドラマ『Ex and Bee: Nightfall's Coven』が配信開始。
2025年3月31日、オーディオドラマSeason 2『The Silent Siren』及びポッドキャスト番組『Midnight Snack: Blood & Stories』の制作と、『Anime Expo 2025』への出展が発表された。

## 登場人物

### メインキャラクター
Explorador Del Luz（エクスプロラドール・デル・ルース）
声 - 加田智志
年齢：34歳 / 種族：人間
オカルト事件を専門とする大胆不敵でエキセントリックな私立探偵。愛称は「Ex（エクス）」。エクスのオカルト調査への執着は、その誕生からの秘密に結びついている。Season 1ではヴィクターに雇われ、奇妙な事件に遭遇する。
Björn Dimorgard（ビョルン・ディモルガード）
声 - 桐山和久
年齢：504歳 / 種族：吸血鬼
心優しく賢明で信頼出来るエクスの助手。愛称は「Bee（ビー）」。探偵事務所の社交面を管理し、エクスのスキル不足を補っている。Season 1で遭遇した事件では、ビョルンの過去の暗い記憶を呼び戻す人物に直面する。
Blodgrim Bloodriven（ブロドグリム・ブラッドリーヴ）
声 - 角真也
年齢：574歳 / 種族：吸血鬼
カリスマ性を持った吸血鬼一族の王であり精神科医。愛称は「Blod（ブロド）」。Season 1では患者であったヴィクターの招待で邸宅に滞在していた。ブロドの意図は謎のままで、エクスとビョルンは事件における彼の役割を解明しようとする。
Nero Matteo Corvino（ネロ・マッテオ・コルヴィーノ）
声 - 山下和也
Season 2に登場。ナイトクラブのオーナー。

### ゲストキャラクター
Derek Malcolm（デレク・マルコム）
声 - 山本拓平
年齢：28歳 / 種族：人間
Season 1に登場。陽気で気楽なインフルエンサー。ヴィクターの招待で降霊会に訪れた。
Charlotte Dubray（シャーロット・ドブレー）
声 - 三原あや
年齢：70歳 / 種族：人間
Season 1に登場。自称霊媒師で降霊会の主賓。友人であるヴィクターの吸血鬼伝説への興味を支持していた。愛称は「Lottie（ロッティ）」。
Elizabeth Clay（エリザベス・クレイ）
声 - 増田久美子
年齢：45歳 / 種族：人間
Season 1に登場。ヴィクターを長年に渡ってサポートし、彼の私生活の世話をしてきた真面目なベテラン編集者。召使いのように扱われていた。愛称は「Lizzie（リジー）」。
William Archer（ウィリアム・アーチャー）
声 - 平山達男
年齢：51歳 / 種族：人間
Season 1に登場。自信に満ちた抜け目のない映画プロデューサー。ヴィクターが断った映画化の契約にサインさせるため降霊会に参加する。愛称は「Bill（ビル）」。
Victor Holloway（ヴィクター・ホロウェイ）
声 - 原田雅行
年齢：67歳 / 種族：人間
Season 1に登場。著名なミステリー作家。その傲慢さのために憎しみを買っていた。彼の死が事件の引き金となる。

## オーディオドラマ
『Ex and Bee: Nightfall's Coven』（エクス アンド ビー ナイトフォールズ カヴン）は、公式YouTubeチャンネルにて配信されているヴァンピリックオーディオミステリー。

### Season 1
オカルト専門の探偵エクスと、その助手ビーが、吸血鬼伝説の残る洋館で起きたミステリー作家の死の真相に挑む。全7話。また、全編ダミーヘッドマイク（3Dバイノーラルマイク）により収録されている。
スタッフ
- Original Work & Planning - NTT Solmare Corporation
- Character Design - ACE Technology
- Script - Iku Kitaoka（Vinaspin）
- Translation - qdopp
- Subtitle Supervisor - Vincent Nicoll-van Leeuwen
- Direction & Video Production - Koinu Kato
- Music - Hajime
- Sound Effects - Masahiro Fujita
- Sound Mixing - Masahiro Fujita, Nozomi Ichikawa
- Sound Production - Ncreation
- Editing - Koinu Kato
- Content Director - Mayu Nakashima, Vincent Nicoll-van Leeuwen, Yana Van Meerhaeghe
- LP Production - Mariko Kanamoto
- Special Thanks - Tadayoshi Kanazawa, Tomomi Mitsunari, Kouzou Tanaka, Ryosuke Hatanaka, Takahiro Satou, Yuuma Fujimoto, Chiaki Fujiwara, Naoya Mizukami
- Producer - Bunjiro Eguchi
- Director - Mayu Nakashima
- Production - Ex and Bee Official

各話リスト
| 配信日         | 話数 | サブタイトル             |
| -------------- | ---- | ------------------------ |
| 2024年10月11日 | Ep 1 | The Caller               |
| 10月18日       | Ep 2 | Blodgrim's Interrogation |
| 10月18日       | Ep 3 | Suspects and Secrets     |
| 10月25日       | Ep 4 | Shadows of the Past      |
| 11月01日       | Ep 5 | The Unmasking            |
| 11月08日       | Ep 6 | Web of Deception         |
| 11月15日       | Ep 7 | The Final Veil           |

### Season 2「The Silent Siren」
ポッドキャスト番組『Midnight Snack: Blood & Stories』Stories Edition内にて配信されている。
各話リスト
| 配信日         | 話数 |
| -------------- | ---- |
| 2025年06月26日 | Ep.1 |
| 07月17日       | Ep.2 |
| 07月24日       | Ep.3 |
| 08月07日       | Ep.4 |

### サイドストーリー
公式BOOTHショップにて販売される、ロマンティックなシチュエーションドラマシリーズ。本編の物語を超えて、お気に入りのキャラクターとの親密な瞬間を体験出来る。
作品リスト
| 発売日         | タイトル                     | 登場キャラクター（CV）                                 |
| -------------- | ---------------------------- | ------------------------------------------------------ |
| 2024年10月11日 | Aerial Suspension with Ex    | エクス（加田智志）                                     |
| 2024年10月11日 | Meeting in the Rain with Bee | ビー（桐山和久）                                       |
| 2024年10月11日 | A Secret Session with Blod   | ブロド（角真也）                                       |
| 2024年10月11日 | Bonustrack                   | エクス（加田智志）、ビー（桐山和久）、ブロド（角真也） |

## 音楽
テーマソング「Who's That?」
作詞 - OHTORA / 作曲 - OHTORA・New K / 歌 - ?

## 配信番組

### ポッドキャスト
『Ex and Bee in 5min Quick Cast Talk』
公式BOOTHショップにて無料配信されている、加田智志・桐山和久・角真也によるトーク番組（音声コンテンツ）。全4回。
配信リスト
| 配信日         | 回数 |
| -------------- | ---- |
| 2024年10月11日 | #1   |
| 10月25日       | #2   |
| 11月01日       | #3   |
| 11月19日       | #4   |
『Midnight Snack: Blood & Stories』
公式YouTubeチャンネルにて配信されている、加田智志・桐山和久・角真也によるオカルトミステリーポッドキャスト（動画コンテンツ）。トークパート「Blood Edition」とオーディオドラマパート「Stories Edition」が交互に配信される。
配信リスト
| 配信日         | 回数   | タイトル                                                 | Edition            |
| -------------- | ------ | -------------------------------------------------------- | ------------------ |
| 2025年05月29日 | Ep. 1  | What Even Is the Occult?                                 | Blood （特別編成） |
| 06月05日       | Ep. 2  | How We Became Vampire Fans                               | Blood （特別編成） |
| 06月12日       | Ep. 3  | Are Vampire Myths Universal?                             | Blood （特別編成） |
| 06月19日       | Ep. 4  | Why Do We Fear Forever? Vampires, Immortality & Meaning  | Blood （特別編成） |
| 06月26日       | Ep. 5  | Listening to Ex and Bee S2 Ep.1: The Silent Siren Sings! | Stories            |
| 07月04日       | Ep. 6  | What Even Are Sirens?! Legends, Lures & the Unknown      | Blood              |
| 07月17日       | Ep. 7  | Listening to S2 Ep.2: The Vampire's Past Unveiled        | Stories            |
| 07月19日       | Ep. 8  | Favorite Zombie Films                                    | Blood              |
| 07月24日       | Ep. 9  | Listening to S2 Ep.3: Hidden Truths and Interrogations   | Stories            |
| 07月31日       | Ep. 10 | We Make a Deal With the Devil                            | Blood              |
| 08月07日       | Ep. 11 | Listening to S2 Ep.4: Fights, Flashbacks, and Fangs      | Stories            |
| 08月14日       | Ep. 12 | That Time I was Reincarnated as a Sexy Vampire Man       | Blood              |

### YouTube Live
公式YouTubeチャンネルにて生配信された、キャストが自身の役に迫り、舞台裏のエピソードを語る番組。加田智志・桐山和久・角真也に加え、山本拓平が「Sir Pumpkin」として出演する。
配信リスト
| 配信日         | タイトル                               |
| -------------- | -------------------------------------- |
| 2024年10月21日 | Into the Dark: Voices from Nightfall   |
| 11月15日       | The Grand Finale Episode 7 Watch Party |